# Bad Berleburg
Bad Berleburg (tidligere Berlenburg) er en by og kommune i Tyskland i delstaten Nordrhein-Westfalen. Byen ligger i Wittgensteiner land i Landkreis Siegen-Wittgenstein. Kommunen er inddelt i 23 bydele med Bad Berleburg som hovedby.
I begyndelsen af 1300-tallet kom Berleburg helt i greverne af Wittgensteins besiddelse. I 1550 blev den residensby i grevskabet Sayn-Wittgenstein-Berleburg, som blev preussisk i 1816. Prinsesse Benedikte blev i 1968 gift med prins Richard af Sayn-Wittgenstein-Berleburg.
Berleburg er beliggende ca. 30 kilometer nordøst for Siegen og 35 kilometer nordvest for Marburg an der Lahn. Målt i areal er byen (kommunen) en af de største i Tyskland.

## Historie
Arkæologiske fund fortæller at der allerede i det 7. århundrede f. Kr. har været bosættelser hvor det nuværende Berleburg ligger. På borghøjene ved Aue, Dotzlar og Wemlighausen er der fundet rester af ringmuranlæg fra samme tid. For tiden indtil det 8. århundrede er der ikke fundet beviser for at der i området har været bebyggelser.
De nuværende bydele Arfeld og Raumland er nævnt på skrift i 800 og 802. Fra 1059 er det dokumenteret at bosættelserne Alertshausen, Beddelhausen, Elsoff og Schwarzenau eksisterer.
1174 nævnes for første gang navnet „Widechinstein“. Bebyggelsen Berleburg nævnes første gang i klosteret Grafschafts dokumenter i 1258, som beskriver at borgen og bebyggelsen den 30 marts 1258 tilhørte "Grev Siegfried I." og Grev Adolf I. 1322 ophørte dobbeltherskabet i Berleburg ved at "Widekind von Grafschaft" afstod fra sin arveret til fordel for "Siegfrieds II. von Wittgenstein. Da han døde som den sidste i slægten Wittgensteiner Grafen, arvede hans svigersøn "Salentin von Sayn" borgen og grundlagde Familien Sayn-Wittgenstein.
1488 og 1522 hærgede en ildebrand, som ødelagde hele byen.
Indtil Graf Ludwig der Ältere døde i 1605, udviklede Berleburg sig til hoved- og residensby for greveskabet Sayn-Wittgenstein-Berleburg, der i det 18. århundrede var et centrum for den tyske bevægelse De Inspirerede. Mellem 1726 og 1742 blev her den bekendte Berleburger Bibel trykt.
Den religiøse tolerance i begge Wittgensteiner Grevskaber førte til at flere Sintifamilier arbejdede for Wittgensteiner Landesherrerne. De slog sig i midten af det 18. århundrede ned på det grevelige gods ved Saßmannshausen. En del af familierne flyttede i slutningen af århundredet til Berleburg, hvor de fik fast bopæl i byområderne am Bach Lause, Altengraben og Hemschlar.
Wittgenstein kom i 1806 under Storhertugdømmet Hessen. På grund af nyordningen af de Tyske forbund kom Wittgenstein gennem en traktat fra 30. juni 1816 mellem Østrig, Preussen og Storhertugdømmet Hessen, den 23. februar 1817 til Regierungsbezirk Arnsberg i den daværende preussiske Provins Westfalen.

## Bydele
| - Alertshausen: 307 indb. - Arfeld: 895 - Aue: 980 - Beddelhausen: 486 - Berghausen: 1.454 - Berleburg: 6.700 - Christianseck: 110 - Diedenshausen: 348 - Dotzlar: 821 - Elsoff: 661 - Girkhausen: 867 - Hemschlar: 315 | - Raumland: 1.430 indb. - Richstein: 337 - Rinthe: 131 - Sassenhausen: 261 - Schüllar: 253 - Schwarzenau: 753 - Stünzel: 62 - Weidenhausen: 452 - Wemlighausen: 762 - Wingeshausen: 1.753 - Wunderthausen: 630 |

## Ekstern henvisning
- Officiel hjemmeside

- Wikimedia Commons har flere filer relateret til Bad Berleburg